# جو پاردی
جو پاردی (انگلیسی: Joe Purdy؛ زادهٔ ۱ ژانویه ۲۰۰۰) یک موسیقی‌دان اهل ایالات متحده آمریکا است.